# Shary Flenniken
Shary Flenniken, née en 1950, est une auteur de bande dessinée américaine.

## Biographie
Fille d'un contre-amiral ultra-conservateur de l'US Navy (qui décède en 1975), Shary Flenniken grandit en Alaska, à Panamá puis à Seattle où elle vit aujourd'hui après avoir successivement habité Los Angeles, San Francisco, la Floride ou Manhattan. À Seattle, elle suit les cours d'une école de communication sans envergure où, dit-elle, « le summum de la réussite pour les diplômes était de travailler pour l'annuaire local des pages jaunes ». Lors d'une manifestation contre la guerre du Viêt Nam, elle découvre la presse underground et décide de se consacrer à la bande dessinée. Membre du collectif « Air Pirates » (1971) avec son mari Bobby London et avec Dan O'Neill, Gary Hallgren et Ted Richards, elle est ensuite embauchée par le National Lampoon où elle crée la série Trots and Bonnie (1972-1990) qui la rend célèbre. Féministe et ultra-politisée, la série Trots and Bonnie est servie par un dessin volontairement naïf inspiré des pionniers de la bande dessinée américaine comme George McManus (La Famille Illico) et Harold Gray (Little Orphan Annie).
Shary Flenniken participe aussi au comics underground féministe Wimmen's Comix.

## Récompense
- 1980 : Prix Inkpot

## Publications en français
- Sexe et Amour, 1989, éd. Spécial USA  (ISBN 2-87695-094-4)
- Trots and Bonnie, 1990, éd. Spécial USA  (ISBN 2-87695-132-0)